# Mildenhall, Wiltshire
Mildenhall är en ort och civil parish i Storbritannien.   Den ligger i grevskapet Wiltshire och riksdelen England, i den södra delen av landet, 110 km väster om huvudstaden London. Mildenhall ligger 133 meter över havet och antalet invånare är 477.
Terrängen runt Mildenhall är huvudsakligen platt. Mildenhall ligger nere i en dal. Runt Mildenhall är det ganska tätbefolkat, med 80 invånare per kvadratkilometer. Närmaste större samhälle är Swindon, 15,7 km norr om Mildenhall. Trakten runt Mildenhall består till största delen av jordbruksmark.